# Стрижик Ротшильда
Стрижик Ротшильда (лат. Cypseloides rothschildi) — вид птиц семейства стрижиных. Стриж среднего размера с длинными широкими крыльями и коротким квадратным хвостом, крупнее тёмного американского стрижа, подвидом которого он считался долгое время. Оперение коричневое. Обитает над вечнозелёными горными лесами на юго-востоке Боливии и северо-западе Аргентины. Питается насекомыми. Откладывает одно — два яйца.
Подвид Cypseloides fumigatus major был описан Лайонелом Уолтером Ротшильдом в 1931 году, выделен в отдельный вид Джоном Тоддом Зиммером в 1945 году. Международный союз орнитологов относит стрижика Ротшильда к американским стрижам и не выделяет подвидов.

## Описание
Стриж среднего размера с длиной тела 15 см и однородным коричневым оперением. Крылья длинные и широкие, хвост короткий и квадратный. Оперение полностью коричневое. Голова серо-коричневая с чёрными пятнами вокруг глаз. Кроющие перья уха, горло и затылок светлее, кончики перьев на затылке светлые. Оперение сверху тёмно-коричневое, заметно темнее оперения головы и боков, оперение снизу коричневое, очень равномерное. Половой диморфизм отсутствует. Молодые птицы очень похожи на взрослых, но кончики перьев у них светлее, особенно на вторичных маховых перьях.
Отличается от тёмного американского стрижа (Cypseloides fumigatus) более мягким хвостом без жёстких выступающих стержней на рулевых перьях и в среднем более длинными крыльями. Оперение немного бледнее. Эти особенности можно заметить только у птиц в руках, в полёте их невозможно различить. По словам Ротшильда, который впервые описал этот вид, птицы также отличаются более крупными размерами и другим оттенком оперения, скорее красно-коричневым, чем чёрно-коричневым. В частности, серо-коричневым горлом и чешуйчатым рисунком по всей голове сзади, образованным белыми кончиками оперения, в то время как у тёмного американского стрижа такой рисунок наблюдается только на затылке. Длина крыла составляет 152 мм против 142 мм у Cypseloides fumigatus (154 мм против 146,8 мм в других источниках).
Вокализация стрижика Ротшильда почти неизвестна. В полёте была записана короткая позывка «pip» или «peep».

## Распространение
Стрижик Ротшильда обитает на юго-востоке Боливии в департаментах Санта-Крус, Чукисака и Тариха и на северо-западе Аргентины в провинциях Жужуй, Сальта, Тукуман, Катамарка, Сантьяго-дель-Эстеро, Формоса, Ла-Риоха и Кордова. В ряде источников упоминается, что один раз стрижик был отмечен в Куско на юге Перу, но эта отметка оспаривается. Предположительно, птицы обитают на высоте 500—2000 м над уровнем моря, по другим данным, 800—2000 м. Площадь ареала составляет 179 000 км². На западе департамента Санта-Крус в Боливии стаи стрижей, предположительно стрижиков Ротшильда, были отмечены над засушливыми горными долинами на высоте 1500 м. Основной средой обитания являются вечнозелёные горные леса. Иногда птиц отмечали вдоль дорог между Сальта и Умауака в Аргентине. Встречается в национальном парке Калилегуа.
Стрижик Ротшильда является единственным американским стрижом на своём ареале. Кроме него, в регионе обитают стрижи родов мохноногие стрижи (Aeronautes), иглохвосты (Chaetura) и Streptoprocne .
Птицы ведут оседлый образ жизни. На зимовку могут перемещаться в Боливию, на север своего ареала. В середине марта в Санта-Крус наблюдалась стая из 30 особей.
Международный союз охраны природы считает вид близким к угрожаемому положению. Размер популяции приблизительно оценивается в 10—20 тысяч особей. Данные об изменении численности птиц отсутствуют. В Аргентине происходит вырубка лесов юнги, которые предположительно являются основной средой обитания стрижиков Ротшильда.

## Питание
Информация о питании стрижика Ротшильда отсутствует. Представители семейства стрижей питаются насекомыми в воздухе.

## Размножение
Информация о размножении стрижика Ротшильда отсутствует. Представители подсемейства строят гнёзда из грязи и растительных материалов в тёмных пещерах, не используя при этом слюну. Откладывают одно или два яйца.

## Систематика
Первое описание было дано британским банкиром и зоологом Л. У. Ротшильдом в 1931 году на основе экземпляра из провинции Тукуман в Аргентине в качестве подвида Cypseloides fumigatus major. Одно время учёные использовали название C. major, что приводило к путанице с Chaetura major, позднее получившим название Cypseloides senex. В 1945 году американский орнитолог Джон Тодд Зиммер предложил новое название для подвида — Cypseloides fumigatus rothschildi.
Учёные считают, что вид тесно связан с чёрным (Cypseloides niger), белогрудым (Cypseloides lemosi) и тёмным (Cypseloides fumigatus) американскими стрижами. В некоторых исследованиях считается конспецифичным с Cypseloides fumigatus и белогорлым американским стрижом (Cypseloides cryptus).
Международный союз орнитологов относит стрижика Ротшильда к американским стрижам (Cypseloides) и не выделяет подвидов.